# إلينور (اسم)
معنى الاسم الينور
أصل الاسم يوناني ، بالإنجليزي Alienor.
اسم يوناني مأخوذ من اسم اليانور، ويعني النور أو الضوء، وهو اسم جديد وغير تقليدي ويتسم بمعناه الجميل.
• معنى اسم الينور بالتفصيل :
يمكننا التعرف على  معنى اسم الينور بالتفصيل  وهو  النور والضياء،  والمقصود من معنى هذا الاسم هو الحسن والجمال والاشراق والتألق.
• اسم الينور مذكر ام مؤنث :
يستخدم تسم الينور ، كَاسم علم مؤنث مما يجعل اسم اليانور من أسماء البنات اليونانية، وهو مؤنث.
• مشاهير يحملون اسم اليانور :
اليانور توملينسون
ممثلة بريطانية من مواليد 1992م، تميزت في دور الأميرة إيزابيل في فيلم (Jack the Giant Slayer)، ودور (Isabel Neville) في مسلسل (The White Queen)
اسم الينور في الإسلام :
الينور : فهو مركب من كلمتين هما: إيليا، ونور، وإيليا معناه بيت المقدس، ونور معروف، ولذلك لا حرج شرعا في التسمية به